# Приозёрное (Ивано-Франковская область)
Приозёрное (укр. Приозерне) — село в Рогатинской городской общине Ивано-Франковского района Ивано-Франковской области Украины.
Население по переписи 2001 года составляло 462 человека. Занимает площадь 9,933 км². Почтовый индекс — 77018. Телефонный код — 03435.
Достопримечательность села — усадьба графского рода Реев, построенная в XVIII—XIX вв.